# Abraxas subhyalinata
Abraxas subhyalinata là một loài bướm đêm thuộc họ Geometridae. Nó được Röber miêu tả năm 1891. Nó được tìm thấy ở Flores và Borneo.